# 사이타마현 제6구
사이타마현 제6구(일본어: 埼玉県第6区)는 일본의 중의원 선거구이다. 1994년 일본 공직선거법이 개정되면서 신설되었다.

## 지역
- 고노스시 (옛 가와사토마치 일대 제외)
- 아게오시
- 오케가와시
- 기타모토시
- 기타아다치군